# Arebius dolius
Arebius dolius är en mångfotingart som beskrevs av Chamberlin 1916. Arebius dolius ingår i släktet Arebius och familjen stenkrypare. Inga underarter finns listade i Catalogue of Life.